# バットマン vs スーパーマン ジャスティスの誕生
『バットマン vs スーパーマン ジャスティスの誕生』（原題：Batman v Superman: Dawn of Justice）は、DCコミックスのキャラクター「バットマン」と「スーパーマン」をベースにした、2016年のアメリカ映画。監督はザック・スナイダー、脚本はクリス・テリオとデヴィッド・S・ゴイヤーが務め、ベン・アフレック、ヘンリー・カヴィル、エイミー・アダムス、ジェシー・アイゼンバーグらが出演した。「DCエクステンデッド・ユニバース」の2作目であり、『マン・オブ・スティール』（2013年）の続編。
同年8月には、劇場公開版ではカットされた約30分の未公開シーンを追加した「アルティメット・エディション」が映像ソフトで発売された。

## 概要
DCコミックスの複数のヒーローが共演するシェアード・ユニバースのDCエクステンデッド・ユニバースの2作目。2016年3月25日、北米で世界最速公開。日本でも北米と同日の2016年3月25日に公開された。2013年の『マン・オブ・スティール』の続編であり、前作のクライマックスから物語が始まる。同ユニバースに初めてバットマンが登場する作品である為、『ダークナイト・トリロジー』やそれ以前に製作されたバットマンの実写作品とは世界観やストーリーの繋がりはない。時系列上、本作の後の出来事を描いた作品として『スーサイド・スクワッド』が、本作の直接の続編として『ジャスティス・リーグ』がある。
監督は引き続いてザック・スナイダー。スナイダーとデヴィッド・S・ゴイヤーが原案を手がけ、ゴイヤーが脚本を執筆し、さらにクリス・テリオが加筆した。前作から、ヘンリー・カヴィル、エイミー・アダムス、ローレンス・フィッシュバーン、ダイアン・レインが引き続き出演し、新たなキャストとしてベン・アフレック、ジェシー・アイゼンバーグ、ジェレミー・アイアンズ、ガル・ガドットが登場する。スーパーマンとバットマン、ワンダーウーマンのほか、アクアマン、フラッシュ、サイボーグ
がカメオ出演する。
ラットパック・デューンエンターテインメント、アトラス・エンターテインメント及びクルエル・アンド・アンユージュアル・フィルムズが製作を、ワーナー・ブラザースが配給を担当。

## あらすじ
前作『マン・オブ・スティール』でスーパーマン（クラーク・ケント）はゾッド将軍の侵略を阻止し、地球の危機を救った。しかし、スーパーマンの能力や戦いの被害によって、「地球外から来た脅威、異星人」として地球から追放すべきという世論が強まっていた。スーパーマンとゾッド将軍が大規模な市街戦を繰り広げた際に、バットマン（ブルース・ウェイン）は自身が保有するビルを破壊される。自社の社員を失ったバットマンは、スーパーマンの力を危険視し警戒する。そんな中、スーパーマンを「偽りの神」だとして陥れようとする者が現れはじめる。
クラークはバットマンをデイリー・プラネットの記事にするため彼を探す。ブルースはロシアの武器密売人であるアナトリ・クナイゼフがレックス・コープの社長であるレックス・ルーサーJr.と接触していることを知る。一方、ルーサーJr.はゾッド将軍がテラフォーミングしようとしたインド洋から引き揚げられたクリプトナイトがクリプトン人に対する「抑止力」になると主張し、ジューン・フィンチ議員の懐柔を目論む。ルーサーJr.の目論見は失敗するが既にゾッド将軍の遺体と宇宙船の研究を行っていた。
ブルースはレックス・コープのパーティへ潜入する。そこで密かにメインフレームコンピュータから機密データを盗み取っていた時、古美術ディーラーのダイアナ・プリンスと接触する。バットケイブで取得したデータを解析中、ブルースは夢の中でスーパーマンに殺される自分の姿を見る。そして何者かからロイス・レインの重要性を告げられ警告されたところで目を覚ます。解析したデータからルーサーJr.がクリプトナイトの実験だけでなく、「メタヒューマン」の調査も行っていたことを突き止める。その調査対象にはダイアナも含まれていた。ブルースはスーパーマンの危険性を執事のアルフレッド・ペニーワースに説き伏せ、クリプトナイトを盗み出す計画を立てる。
スーパーマンの妥当性について議会の審問が行われる。しかし、皮肉にもその質疑の場で爆発事件が起き、多くの死傷者が出てしまう。スーパーマンは自らが存在することで巻き込まれる人々に対する自責の念に苛まれ、人の少ない土地を放浪する。その頃、バットマンはレックス・コープを襲撃してクリプトナイトを盗み、クリプトナイトを組み込んだグレネード弾と槍、専用のパワードスーツを作りスーパーマンとの戦いに備えていた。
ルーサーJr.はクラークの育ての親であるマーサ・ケントを誘拐してスーパーマンを誘き出し、マーサの命と引き換えにバットマンの殺害を要求。互いに誤解を抱えたままのスーパーマンとバットマンの関係をさらに焚きつける。スーパーマンは説得を試みるが、バットマンは有無を言わさず攻撃を仕掛けスーパーマンを取り押さえる。そしてバットマンが止めを刺そうとした時、「マーサを救ってくれ」というスーパーマンの一言を聞き躊躇してしまう。その隙にロイスが2人のもとへ駆け付け事情を説明する。すぐさまバットマンはマーサの救出へ向かい、スーパーマンはルーサーJr.がいる宇宙船へと向かう。
追い詰められたルーサーJr.はゾッド将軍の体と自らの血を組み合わせて生み出した怪物ドゥームズデイを解き放つ。事態の深刻さに気付いたダイアナはワンダーウーマンとしてバットマンとスーパーマンのもとへ姿を現す。進化を続け強大になるドゥームズデイに対してクリプトナイトの効力に気付き、バットマンやワンダーウーマンの加勢を得て、スーパーマンは槍をドゥームズデイに突き刺して倒す。しかし同じくクリプトナイトの影響を受け弱体化していたスーパーマンもドゥームズデイに胸を貫かれてすぐ死亡した。
ルーサーJr.はついに逮捕されるが、スーパーマンの死によって世界は脅威に対して脆弱になったとバットマンを嘲弄する。メトロポリスではスーパーマン追悼の式典が行われ、故郷スモールヴィルではクラークの葬儀が行われブルース、ロイス、マーサ、ダイアナ、デイリー・プラネットの仲間が参列した。マーサはロイスにクラークが用意していたエンゲージリングの入った封筒を手渡す。葬儀の後ブルースはダイアナに、スーパーマン亡き世界を守るためメタヒューマンを探してチームを結成する計画を告げる。全員がその場から去った後、クラークの棺にこぼれた土が浮遊する。

## 登場人物/キャスト
ブルース・ウェイン / バットマン
演 - ベン・アフレック、日本語吹替 - 小原雅人
クライムファイターとなった億万長者。20年に渡りゴッサムシティで犯罪者と戦ってきた。今作では長年のバットマンとしての活動により、心身ともに疲弊し追い詰められた往年のヒーローという設定。また、既に相棒であるロビンを失っていることが劇中のコスチュームにより示唆された。『マン・オブ・スティール』でのスーパーマンとゾッド将軍との最終決戦において、自社の社員が大規模な破壊に巻き込まれて死傷する姿を目撃したことから、スーパーマンを人類の脅威と捉え警戒し始める。
監督のザック・スナイダーはインタビューで「ベンのバットマンは、ヘンリーのスーパーマンに対して興味深いカウンターバランスとなる。クラーク・ケントよりも年長で賢く、長年戦ってきた結果としてそれなりに傷ついているが、同時に魅力的な大富豪ブルース・ウェインであるという複雑な人物を、ベンなら演じることができるだろう」と語った。
クラーク・ケント / スーパーマン
演 - ヘンリー・カヴィル、日本語吹替 - 星野貴紀
崩壊しつつあった惑星クリプトンから両親によって地球へと送られたクリプトン星人。アメリカ人夫妻の養子となり、地球人として育てられた。メトロポリスの守護者を務め、 デイリー・プラネット社で記者として働いている。
ゾッド将軍との戦いから18か月間、世界を飛び回ってヒーロー活動を続けているが、その力の大きさ故に存在を危険視されている。
ロイス・レイン
演 - エイミー・アダムス、日本語吹替 - 中村千絵
『デイリー・プラネット』新聞の記者でクラーク・ケントの同僚であり恋人。
レックス・ルーサーJr.
演 - ジェシー・アイゼンバーグ、日本語吹替 - 神谷浩史
レックス・コープの社長。
監督のザック・スナイダーはジェシー・アイゼンバーグをルーサー役にキャスティングしたことについて「ジェシーがこの役を演じることで面白さ、ダイナミックさが追求され、キャラクターが予想外の方向へ行くことができる」と説明した 。
マーサ・ケント
演 - ダイアン・レイン、日本語吹替 - 塩田朋子
クラーク・ケントの育ての母親。
ペリー・ホワイト
演 - ローレンス・フィッシュバーン、日本語吹替 - 石塚運昇
『デイリー・プラネット』の編集長。クラーク・ケントとロイス・レインの上司。
アルフレッド・ペニーワース
演 - ジェレミー・アイアンズ、日本語吹替 - 金尾哲夫
長年にわたりウェイン家に仕える、ブルース・ウェインの執事。ブルースの身の回りの世話からバットケイブの管理、メカニック類の開発、メンテナンスまで行う。
ジューン・フィンチ議員
演 - ホリー・ハンター、日本語吹替 - 高島雅羅
アメリカ合衆国上院議員。スーパーマンの審問で議長を務める。
カルヴィン・スワンウィック国防長官
演 - ハリー・レニックス、日本語吹替 - 石住昭彦
ナイロミの事件で悪評が高まったスーパーマンの汚名をそそごうとするロイスに協力する。
ダイアナ・プリンス / ワンダーウーマン
演 - ガル・ガドット、日本語吹替 - 甲斐田裕子
5000才のアマゾネス族の王女。ゼウスの娘。現代では裕福な企業家を装っている。「真実の投げ縄」の他に片手剣と丸盾を使う。
マーシー・グレイブス
演 - TAO、日本語吹替 - 矢元亜実
レックス・ルーサーの秘書。
バリー・アレン / フラッシュ
演 - エズラ・ミラー、日本語吹替 - 小林親弘
メタヒューマンの調査映像で登場。超高速で移動する。コンビニ強盗に出くわし、その能力で強盗を倒したが、コンビニの監視カメラで姿を捉えられる。
アーサー・カリー / アクアマン
演 - ジェイソン・モモア
メタヒューマンの調査映像で登場。海底人。アトランティスの王子。トンガの太平洋海溝の沈没船の中にいた所をレックス・コープの無人潜水艇のカメラに捉えられる。トライデントで潜水艇を破壊し、水中でソニック・ブームを巻き起こすほどのスピードで泳ぎ去った。
ヴィクター・ストーン / サイボーグ
演 - レイ・フィッシャー
メタヒューマンの調査映像で登場。事故により右腕を除く上半身のみになってしまい、彼の父親がマザー・ボックスを用いた実験で蘇生させた。機械化した体を持つ。
スティーブ・トレバー
演 - クリス・パイン（クレジットなし）
メタヒューマンの調査資料で登場。写真でワンダーウーマンの隣に写っていた男性。
ジョナサン・ケント
演 - ケビン・コスナー、日本語吹替 - 内田直哉
クラーク・ケントの育ての父親。故人。詳細は不明であるが、前作で吹き替えを担当した津嘉山正種（ケビン・コスナーの専属声優）から声優が変更されている。
ウォレス・キーフ
演 - スクート・マクネイリー、日本語吹替 - 白石充
ウェイン・エンタープライズの社員。メトロポリスでの戦いに巻き込まれ足を切断手術したため、スーパーマンを恨んでいる。
ジャネット・クライバーン
演 - ジェナ・マローン、日本語吹替 - 不明
アルティメット・エディションのみの登場。S.T.A.R.ラボの研究員。ロイスの調査を手助けする。
アナトリ・クナイゼフ
演 - カラン・マルヴェイ、日本語吹替 - さかき孝輔
ロシアのテロリスト。ルーサーに雇われ、クリプトナイトの密輸入やロイスとマーサの誘拐を行う。なお原作ではバットマンの宿敵の一人のKGビーストという人物である。
ゾッド将軍 / ドゥームズデイ
演 - マイケル・シャノン
ゾッド将軍としては、スーパーマンとの戦いで死亡した遺体として登場。ルーサーの手で再起動された宇宙船によって、ルーサーの遺伝子を混ぜ込みつつ再構成され、蘇生させられた存在がドゥームズデイである。周囲のエネルギーを吸収して成長し、赤い破壊光線を吐く。また、身体に受けた攻撃に応じて肉体の強度を進化させる。
トーマス・ウェイン
演 - ジェフリー・ディーン・モーガン、日本語吹替 - 山岸治雄
ブルースの父親。路上強盗に遭い、ブルースの目の前で殺害される。
マーサ・ウェイン
演 - ローレン・コーハン
ブルースの母親。トーマスと共に殺害される。

## アルティメット・エディション
劇場公開版の編集段階でカットされた約30分の未公開シーンを追加した完全版。未公開シーンを含む上映時間は3時間を超える。この追加シーンにより、公開時には「わかりづらかった」シーンがきちんと整理され理解しやすくなる、クラークの行動理由やルーサーの計画の動機が明らかになるなど、多くの改善が見られた。アルティメット版にのみ登場するキャラクターも存在する。またLatino-Review.comによれば、単純なシーンの追加に留まらず、劇場公開版のシーンが新たに編集し直されており、途切れ途切れだった編集の80～90％が改善されたとされる。
未公開カットに一部過激なシーンを含むため、アメリカではPG-13(劇場版)からR指定へレーティングが引き上げられた。
Comicbookmovie.comはアルティメット版について、「映画館で上映すべきだったのはこっち」「カットされた要素はすべて物語に不可欠だ」と評した。

## 製作
2013年のコミコン・インターナショナルで続編の製作が発表された。プリプロダクションは2013年10月19日にイースト・ロサンゼルス・カレッジでの先行撮影により始まった。

### 企画
2013年6月、ワーナー・ブラザースは『マン・オブ・スティール』の続編でもザック・スナイダーが監督、デヴィッド・S・ゴイヤーが続投することを発表した。ゴイヤーは以前から『マン・オブ・スティール』とその続編、そしてスーパーマンが登場する『Justice League』の契約を交わしていた。またクリストファー・ノーランがエグゼクティブ・プロデューサー、ハンス・ジマーも作曲をそれぞれ再度担当する。同月末、スタジオは2014年公開を検討した。
2013年7月、ザック・スナイダーはコミコン・インターナショナルにて、スーパーマンとバットマンが劇場映画で初めて対面することを明かした。ゴイヤーとスナイダーは共同で原案を作り上げ、ゴイヤーが脚本化する。またカヴィル、アダムス、フィッシュバーンの続投も発表された。さらにスナイダーはフランク・ミラーのコミック『バットマン: ダークナイト・リターンズ』にインスピレーションを受けていると述べた。しかしながら2013年11月、スナイダーは「もしそれを実現させたいなら別のスーパーマンが必要だろう。我々は現在スーパーマンが活動しているこの世界にバットマンを連れてくる」と述べ、同作が原作となることを否定した。ゴイヤーはコミコンのスーパーマン75周年パネルにて、スーパーマンとバットマンが対峙し、タイトルが『Superman vs Batman』、もしくは『Batman vs Superman』を考慮していることを明かした。製作は『マン・オブ・スティール』のバンクーバーではなくトロントで行われることが発表された。
2013年8月、公開日が2015年7月17日に決定し、バットマン役にベン・アフレックが発表された。一部のファンがワーナー・ブラザースにアフレックの降板を求めて抗議するといった騒動を起こした。アフレックは当初は消極的であったが、「スナイダー監督のコンセプトは、クリストファー・ノーランとクリスチャン・ベールの偉大な作品（『ダークナイト』三部作のこと）とも異なり、伝統に忠実な内容でとてもエキサイトした」と出演の理由を語っている。
2014年1月、「物語の複雑な視覚効果を考慮して、それを実現させるための十分な時間」を与えるため、公開予定が約1年延期され、2016年5月6日に変更された。2014年4月、ハンス・ジマーが続編の音楽を作曲することが発表された。既に主要撮影開始されていた2014年5月21日、正式なタイトルが発表された。2013年12月、ゴイヤーが他のプロジェクトの契約も抱えていたため、『アルゴ』の脚本のクリス・テリオが脚本書き直しのために雇われた。

### 撮影
2013年9月、ザック・スナイダーが監督した『300 〈スリーハンドレッド〉』、『ウォッチメン』、『エンジェル ウォーズ』で撮影監督を務めていたラリー・フォンがスタッフに加わった。最初の撮影は2013年10月19日、ゴッサム・シティ大学とメトロポリス州立大学がフットボールの試合をしている場面がイースト・ロサンゼルス・カレッジで撮られた。同月、『マン・オブ・スティール』で見られたケント農場の建設が始まった。
2014年3月、イリノイ州映画オフィスは2014年末に同州のヨークビルで追加撮影が行われることを発表した。主要キャストたちが参加する主要撮影は2014年5月19日にミシガン州デトロイトで始まったが、同月16日に先駆けてガル・ガドットの場面が撮られた。この他にミシガン・モーションピクチャー・スタジオ、イリノイ州、アフリカ、南太平洋がロケ地となる予定である。

### デザイン
映画で使われるバットスーツはフランク・ミラーのグラフィックノベル『バットマン: ダークナイト・リターンズ』で見られるそれに影響されている。スナイダーは2014年5月13日にスーツの白黒写真を公開した。

## ホームメディア
日本ではワーナー・ブラザース ホームエンターテイメントより発売。
- 【初回仕様】 バットマン vs スーパーマン ジャスティスの誕生 ブルーレイ&DVDセット（2枚組、2016年8月10日発売）
- 【初回仕様】 バットマン vs スーパーマン ジャスティスの誕生 アルティメット・エディション ブルーレイセット（2枚組、2016年8月10日発売）
- 【初回仕様】 バットマン vs スーパーマン ジャスティスの誕生 アルティメット・エディション ＜4K ULTRA HD&3D&2D ブルーレイセット＞（4枚組、2016年8月10日発売）
- バットマン vs スーパーマン ジャスティスの誕生 Blu-ray廉価版（1枚組、2016年12月16日発売）
- バットマン vs スーパーマン ジャスティスの誕生 DVD廉価版（1枚組、2016年12月16日発売）
- バットマン vs スーパーマン ジャスティスの誕生 アルティメット・エディション ＜4K ULTRA HD&2D ブルーレイセット＞（2枚組、2018年2月21日発売）
- バットマン vs スーパーマン ジャスティスの誕生 アルティメット・エディション アップグレード版 <4K ULTRA HD&ブルーレイセット>（2枚組、2021年6月25日発売）

## テレビ放送
| 回 | 放送日        | 放送時間（JST）   | 放送局     | 放送枠          | 備考         |
| -- | ------------- | ----------------- | ---------- | --------------- | ------------ |
| 1  | 2019年10月4日 | 金曜21:00 - 23:09 | 日本テレビ | 金曜ロードSHOW! | 地上波初放送 |

## メディアミックス

### 小説
『バットマンVSスーパーマン: ジャスティスの誕生 エピソード0「クロスファイヤー」』 (小学館ジュニア文庫)